# Osiecze (Świnoujście)
Osiecze (potocznie Zacisze) – część miasta Świnoujścia, w południowej części wyspy Karsibór, na wschód od Bożyc. Zostało włączone do Sołectwa Karsibór.
Leży na terenach rozległych, podmokłych łąk, które władze miasta przeznaczyły do adaptacji na cele agroturystyczne i rekreacyjne.
Od Osiecza wzięła nazwę Mielizna Osiecka.
Do 1945 r. stosowano niemiecką nazwę Woitzig. W 1947 r. wprowadzono urzędowo polską nazwę Osiecze.